# The Avalanches
The Avalanches er en Electronicagruppe fra Australien. Deres debutalbum hedder Since I Left You. Det er lavet ud af en helt masse lyde fra andre sange, film- og tv-klip.
I starten af juni 2016 blev første single "Frankie Sinatra" fra deres længe ventede andet album "Wildflower" udgivet.

## Diskografi
- Since i left you (2001)
- Wildflower (2016)